# 大邱線
大邱線（：／ Daegu seon */?）是一條連結京釜線佳川站與中央線永川站，屬於韓國鐵道公社的支線鐵道路線。

## 歷史
大邱線最初是朝鮮中央鐵道大邱 - 鶴山的龜浦線的一部分，1923年9月1日，朝鮮中央鐵路等6家公司合併為朝鮮鐵道，龜浦線和蔚山線統一為慶東線。1928年慶東線被收歸國有成為東海中部線，1938年12月1日永川 - 慶州 (旧)改稱「京慶南部線」，成为日后中央线的一部分，剩余的大邱 - 永川之间成为京釜線與京慶線 (中央線)的联络线。
1969年東大邱设站，大邱 - 东大邱之间的大邱線废线。2005年大邱市区路段实施路线外移，新建佳川 - 琴江 - 清泉路线，原來以東大邱为起点的大邱線，起点站改到佳川，2008年東大邱 - 清泉旧线废止。2011年大邱線複線電气化工事開始，複線電气化工程同时伴随路线拉直，和平交道口立體化。
2017和2018年大邱線的河陽 - 永川區間和琴江 - 河陽間分別進行換線，移動後不再使用的舊軌道預定將活用為大邱都市鐵道1號線慶山延長段工程。2021年3月30日大邱線複線電氣化工程完工，河陽站還進行高架化工程，同年6月17日正式廢止自2017年就已經實質停運的鳳亭站。現在大邱站的旅客車站只有2個（河陽站、永川站）。

## 运营形态
沒有只在大邱線路段內運行的列車，所有列車都直通運行至東海線（釜田、慶州、浦項方向）或者中央線（榮州、堤川、清涼里方向）。2023年12月18日开通東大邱经大邱線往釜田的ITX-MAUM服务。

## 路線資料
- 路線距離：26.1公里
- 營運機關：韓國鐵道公社
- 軌間：1435毫米（標準軌）
- 通行方式：-
- 站數：6個
- 複線路段：全線
- 電氣化路段：全線（交流電化25,000V, 60Hz）
- 保安裝置：ATS

## 車站列表
- ITX：ITX-MAUM
- 无：无穷花号

| ↑ 京釜線顧母站方向 |  |  |                    |     |      |    |    |            |        |
| 佳川               |  |  | 京釜線             | 0.0 | 0.0  | \| | \| | 大邱廣域市 | 壽城區 |
| 琴江               |  |  |                    | 4.3 | 4.3  | \| | \| | 大邱廣域市 | 東區   |
| 清泉               |  |  | （舊）大邱線       | 3.8 | 8.1  | \| | \| | 慶尚北道   | 慶山市 |
| 河陽               |  |  | ●大邱都市铁道1号线 | 5.5 | 13.6 | ●  | ●  | 慶尚北道   | 慶山市 |
| 琴湖               |  |  |                    | 5.1 | 18.7 | \| | \| | 慶尚北道   | 永川市 |
| 永川               |  |  | 中央線             | 7.4 | 26.1 | ●  | ●  | 慶尚北道   | 永川市 |
| ↓ 中央線阿火站方向 |  |  |                    |     |      |    |    |            |        |

### 废止路段
2005年大邱市区路段实施路线外移，新建佳川 - 琴江 - 清泉路线，但東大邱 - 清泉旧线保留，作为货运线，用于無菸煤运输，但是该货运路线遭到民众反对，在大邱市政府要求下，于2008年废止。
| 中文站名 | 韓文站名 | 英文站名    | 接續路線                  | 站間距離 | 營業距離 | 所在地     | 所在地 |
| -------- | -------- | ----------- | ------------------------- | -------- | -------- | ---------- | ------ |
| 東大邱   | 동대구   | Dongdaegu   | 京釜線 ●大邱都市铁道1号线 | 0.0      | 0.0      | 大邱廣域市 | 東區   |
| 東村     | 동촌     | Dongchon    |                           | 3.1      | 3.1      | 大邱廣域市 | 東區   |
| 新坪     | 신평     | Sinpyeong   |                           |          | 5.6      | 大邱廣域市 | 東區   |
| 半夜月   | 반야월   | Banyawol    |                           | 5.4      | 8.5      | 大邱廣域市 | 東區   |
| 淸泉     | 청천     | Cheongcheon | （新）大邱線              | 5.5      | 14.0     | 慶尚北道   | 慶山市 |